# Thecla lemnos
Thecla lemnos är en fjärilsart som beskrevs av Druce 1890. Thecla lemnos ingår i släktet Thecla och familjen juvelvingar. Inga underarter finns listade i Catalogue of Life.